# Vertrag von Madrid (1750)

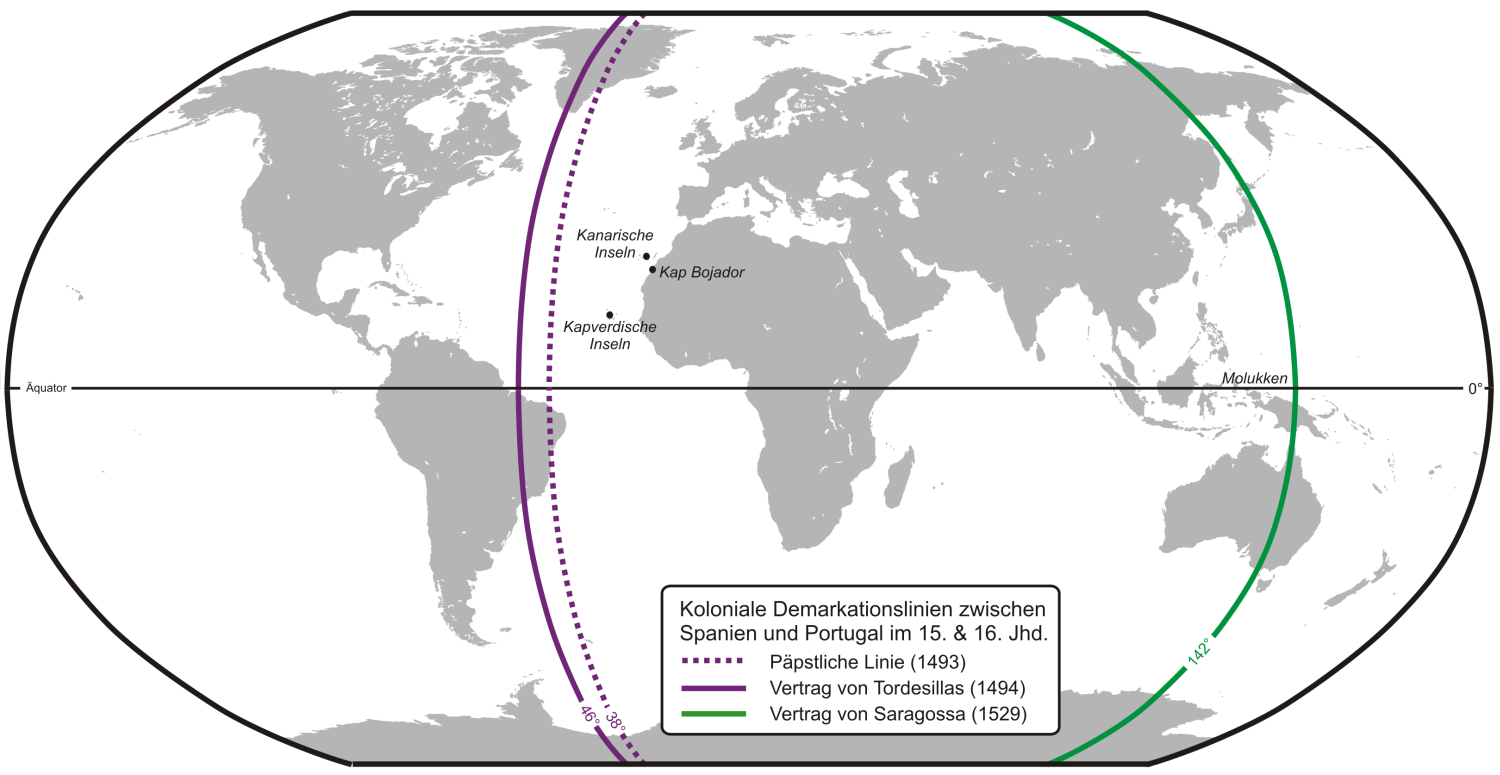
Demarkationslinien nach den älteren Vereinbarungen von 1493, 1494 und 1529

Der Vertrag von Madrid war ein vom spanischen König Ferdinand VI. und dem portugiesischen König Johann V. am 13. Januar 1750 unterzeichnetes Dokument, mit dem die Grenzen zwischen den Kolonien der beiden Monarchien in Südamerika neu definiert wurden. Auf spanischer Seite war Ministerpräsident José de Carvajal y Lancaster federführend für die Inhalte verantwortlich.
Dieser Vertrag ersetzte ältere Dokumente, mit denen die Grenzen portugiesischer und spanischer Kolonialgebiete in Amerika abgegrenzt worden waren:
- die päpstliche Bulle Inter caetera 1493
- der Vertrag von Tordesillas 1494
- der Vertrag von Saragossa 1529
- der provisorische Vertrag von Lissabon 1681 und
- der Friede von Utrecht 1715.

In diesen Dokumenten wurde festgelegt, dass die portugiesischen Besitzungen nicht weiter als bis zum 46. Meridian reichen sollen.
Der Vertrag erlaubte eine große Expansion portugiesischer Territorien. Der Vertrag beruht auf dem Prinzip des römischen Rechts, dass „uti possidetis, ita possideatis“ (= demjenigen, der das Besitzrecht ausüben will, muss es auch gehören).
Als Ergebnis des Vertrages übergab Portugal Spanien Colonia del Sacramento (Art. XIII) und erhielt im Gegenzug die südlichen Territorien an der Quelle des Río Ibicuí, die Missionen, das Grenzrecht am Rio Guaporé und überließ ihnen die westlichen Territorien des Japurá-Flusses in der Amazonas-Region und die Flussschifffahrt auf dem Río Içá (Art. XIV). Im Kriegsfall zwischen den beiden Staaten Spanien und Portugal in Europa bleiben die Kolonien in Südamerika im Frieden (Art. XXI).
Dieser Vertrag geht vom Zugang verschiedener Jesuitenreduktionen (siehe auch: Jesuitenreduktionen der Guaraní) vom Oberlauf des Río Uruguay von portugiesischer Seite aus. Da die Versklavung von Indianern in Portugal zu diesem Zeitpunkt legal war, erhoben sich die Missionen gegen den Vertrag und wehrten sich mit den Mitteln des Guerillakrieges gegen die spanischen und portugiesischen Soldaten, die die neuen Grenzen verteidigten, und die Bandeirantes, die immer wieder in die Missionen einfielen, um Indígenas zu entführen und sie als gebildete Sklaven in Brasilien zu verkaufen. Vor diesem Hintergrund spielt der Film Mission. Nach einigen Kriegsjahren stimmten die Jesuiten dem Transfer der Missionen in das portugiesische Kolonialgebiet zu.